# 제주특별자치도축산진흥원
제주특별자치도축산진흥원(濟州特別自治道畜産進興院)은 제주특별법 제44조에 따라 제주자치도 축산발전을 위한 우량종축의 생산보급·가축의 개량·증식을 통한 축산농가의 소득증대를 위한 연구와 기술보급을 위하여 설치된 제주특별자치도청 소속기관이다.

## 같이 보기
- 제주특별자치도청